# Biniće
Biniće (cirill betűkkel Биниће), település Szerbiában, a Raškai körzethez tartozó Raška községben.

## Népesség
- 1948-ban 785 lakosa volt.
- 1953-ban 780 lakosa volt.
- 1961-ben 757 lakosa volt.
- 1971-ben 626 lakosa volt.
- 1981-ben 458 lakosa volt.
- 1991-ben 309 lakosa volt.
- 2002-ben 179 lakosa volt, akik közül 168 szerb (93,85%) és 11 ismeretlen.